# 变形直口鲮
变形直口鲮（学名：Rectoris mutabilis）为鲤科直口鲮属的鱼类。在中国，分布于贵州和云南等，體長可達12.8公分。该物种的模式产地在贵州运江。

## 扩展阅读
維基物種上的相關：变形直口鲮